# Sowiecka Formuła 3 Sezon 1983
Sezon 1983 Sowieckiej Formuły 3 – dwudziesty czwarty sezon Sowieckiej Formuły 3, składający się z dwóch eliminacji (Rustawi oraz Bikernieki). Mistrzem został Toomas Napa, ścigający się Estonią 21M.

## Kalendarz wyścigów
| Runda | Data        | Tor     | Pole position | Najszybsze okrążenie | Zwycięzca (kierowcy) | Zwycięzca (zespoły) |
| ----- | ----------- | ------- | ------------- | -------------------- | -------------------- | ------------------- |
| 1     | 24 kwietnia | Rustawi | ?             | ?                    | Toomas Napa          | Jõud Tallinn        |
| 2     | 22 maja     | Ryga    | ?             | ?                    | Toomas Napa          | Jõud Tallinn        |

## Klasyfikacja kierowców
| Legenda oznaczeń w tabelach wyników Wyświetl szablon na nowej stronie | Legenda oznaczeń w tabelach wyników Wyświetl szablon na nowej stronie                                                                     |
| Oznaczenie                                                            | Wyjaśnienie |
| --------------------------------------------------------------------- | --- |
| Złoty                                                                 | Zwycięzca lub mistrzostwo |
| Srebrny                                                               | 2. miejsce lub wicemistrzostwo |
| Brązowy                                                               | 3. miejsce lub II wicemistrzostwo |
| Zielony                                                               | Ukończył, punktował (w klasyfikacji generalnej, gdy zdobył co najmniej jeden punkt na przestrzeni sezonu, poza trzema powyższymi opcjami) |
| Niebieski                                                             | Ukończył, nie punktował (w klasyfikacji generalnej, gdy nie zdobył co najmniej jednego punktu na przestrzeni sezonu)                      |
| Czerwony                                                              | Nie zakwalifikował się (NZ) |
| Czerwony                                                              | Nie prekwalifikował się (NPK) |
| Różowy                                                                | Nie ukończył (NU) |
| Różowy                                                                | Niesklasyfikowany (NS) (w klasyfikacji generalnej, gdy nie został sklasyfikowany w żadnym wyścigu sezonu)                                 |
| Czarny                                                                | Zdyskwalifikowany (DK) |
| Czarny                                                                | Wykluczony (WYK/EX) |
| Biały                                                                 | Nie wystartował (NW) |
| Biały                                                                 | Kontuzjowany (K/INJ) |
| Biały                                                                 | Wyścig odwołany (OD/C) |
| Bez koloru                                                            | Został wycofany (WYC/WD) |
| Bez koloru                                                            | Nie przybył (NP/DNA) |
| Bez koloru                                                            | Nie brał udziału w treningach (NT/DNP) |
| Bez koloru                                                            | Nie został zgłoszony (–) |
| Pogrubienie                                                           | Start z pole position |
| Kursywa                                                               | Najszybsze okrążenie wyścigu |
| †                                                                     | Nie ukończył, ale jego rezultat został zaliczony ze względu na przejechanie więcej niż 90% dystansu wyścigu.                              |
| *                                                                     | Sezon w trakcie |
| 1/2/3                                                                 | Punktowana pozycja w sprincie kwalifikacyjnym                                                                                             |
| Lista systemów punktacji Formuły 1                                    | |

| Poz. | Kierowca             | Zespół              | RST | RGA | Punkty |
| ---- | -------------------- | ------------------- | --- | --- | ------ |
| 1    | Toomas Napa          | Jõud Tallinn        | 1   | 1   | 200    |
| 2    | Wiktor Piatych       | DOSAAF Togliatti    | 2   | 2   | 178    |
| 3    | Wiktor Klimanow      | Spartak Moskwa      | 4   | 4   | 148    |
| 4    | Anatolij Dmitrijew   | DOSAAF Moskwa       | 3   | 8   | 133    |
| 5    | Eduard Markowski     | DOSAAF Leningrad    | 8   | 5   | 120    |
| 6    | Avo Soots            | Kalev Tallinn       | 12  | 3   | 117    |
| 7    | Władisław Barkowski  | Spartak Moskwa      | 5   | 11  | 108    |
| 8    | Guram Dgebuadze      | DOSAAF Tbilisi      | 10  | 6   | 106    |
| 9    | Anatolij Szimakowski | DOSAAF Mińsk        | 7   | 12  | 93     |
| 10   | Anatolij Wołosacz    | DOSAAF Togliatti    | 16  | 7   | 79     |
| 11   | Sergejs Pugačs       | DOSAAF Ryga         | 14  | 9   | 76     |
| 12   | Edgar Aavik          | DOSAAF Tallinn      | 6   | NU  | 62     |
| 13   | Władimir Kriwodub    | Trud Moskwa         | NU  | 10  | 44     |
| 14   | Władimir Gawrilenko  | DOSAAF Krzemieńczuk | 11  | NU  | 40     |
| 15   | Irmat Badajew        | DOSAAF Taszkient    | 17  | NU  | 19     |
| 16   | Giennadij Ładesow    | DOSAAF Mińsk        | 18  | NU  | 15     |
| NS   | Aleksandr Potiechin  | DOSAAF Moskwa       | -   | NU  | 0      |